# Kévin Mayer
Kévin Mayer (* 10. února 1992 Argenteuil) je francouzský atlet, který na letních olympijských hrách v roce 2016 vybojoval stříbrnou medaili v desetiboji a v roce 2017 zlatou medaili v sedmiboji na halovém ME v Bělehradě i v desetiboji na venkovním MS v Londýně. V současnosti[kdy?] je držitelem světového rekordu v desetiboji výkonem 9126 bodů a držitelem halového evropského rekordu v sedmiboji výkonem 6479 bodů.

## Kariéra
V roce 2010 se stal juniorským mistrem světa v desetiboji, o rok později zvítězil v této disciplíně na juniorském mistrovství Evropy. Prvním jeho úspěchem v kategorii dospělých bylo druhé místo v halovém sedmiboji na evropském šampionátu v Göteborgu v roce 2013. Rovněž stříbrnou medaili vybojoval v desetiboji na evropském šampionátu v Curychu v roce 2014 a na olympiádě v Rio de Janeiru v roce 2016. V olympijském finále si zároveň vytvořil osobní rekord 8834 bodů. O dva roky později ve francouzském Talence vytvořil nový světový rekord součtem 9126 bodů.
Do té doby největším úspěchem byl pro něj titul mistra Evropy v sedmiboji na halovém mistrovství Evropy v Bělehradě v roce 2017 a zejména titul mistra světa v desetiboji z Londýna ze stejného roku.
Při svém startu na mistrovství Evropy v Berlíně v roce 2018 závod v desetiboji nedokončil, ve skoku do dálky měl tři neplatné pokusy. Na mítinku v Talence v září stejného roku nicméně překonal výkonem 9126 bodů desetibojařský světový rekord Ashtona Eatona a stal se prvním desetibojařem, který dokázal překonat hranici 9100 bodů.
Na MS v atletice v katarském Dauhá v roce 2019 Mayer velmi dobře zahájil (osobní rekord v běhu na 100 metrů - 10,50 s.), ale kvůli zranění nohy desetiboj nakonec nedokončil. Odstoupil až ve skoku o tyči, když kvůli bolesti nebyl schopen provést úspěšný skok.

## Osobní rekordy
Dráha
- Desetiboj 9 126 bodů (2018)  (Současný světový rekord)

Hala
- Halový sedmiboj – 6 479 bodů – Bělehrad, 5.3. 2017 - Současný evropský rekord